# Hans Matla
Hendrik Johan (Hans) Matla (1949) is een Nederlands antiquaar, uitgever, stripverzamelaar en auteur van de Stripkatalogus.

## Matla's stripkatalogus
Matla's Stripkatalogus verschijnt sinds 1976 op regelmatige basis. Deze katalogi bevatten alfabetisch-lexicografische informatie rond tienduizenden stripalbums, striptijdschriften en secundaire stripliteratuur, met  door Matla zelf bepaalde richtprijzen en waardeschattingen. Deze zijn medebepaald door prijzen die gevraagd en betaald worden op stripbeurzen. In 1998 verscheen de negende editie.

## Verzamelen en uitgave van strips
Matla staat bekend als liefhebber en kenner van het werk van Marten Toonder en Hans Kresse. Rond Toonder heeft hij een officiële Bommelkatalogus gepubliceerd, waarin alle verhalen van Toonder gecategoriseerd staan. Zijn stripantiquariaat en stripgalerie waren tot het jaar 2000 een trefpunt voor stripliefhebbers. Zijn uitgeverij, Uitgeverij Panda bleef daarna actief. Hij onderhield een goede relatie met Toonder en Kresse. Stichting De Kressekring en Het Haegsch Bommel Genootschap zijn mede door hem opgericht.
Matla gaf klassieke Nederlandse stripreeksen als Eric de Noorman (Hans Kresse), Kapitein Rob (Pieter Kuhn), Tom Poes, Kappie, Panda (Marten Toonder) en Dick Bos (Alfred Mazure) opnieuw uit. Hiervoor scande hij de oude prentjes in op de computer, waarna ze digitaal gerestaureerd werden. Voor de albums van Eric de Noorman werden de historische achtergronden belicht door Rob van Eijck en Lex Ritman.
In  de loop van een halve eeuw had Matla een verzameling opgebouwd van zo'n 70.000 stripboeken, 100.000 stripbladen en aanverwante zaken, zoals afgeleide drukwerken en puzzels. Ze bevatte een vrijwel complete collectie van de Nederlandstalige strips vanaf 1858 tot in de eenentwintigste eeuw. Zijn pogingen om dit bezit bijeen te houden hadden geen succes. De Koninklijke Bibliotheek in Den Haag haakte af vanwege de vraagprijs van 1,8 miljoen euro.

## Louis Couperus
Matla is verzamelaar van het werk van Louis Couperus en hij bezit een van de grootste collecties van deze schrijver.

## Eerbetoon
- In 1992 ontvingen Matla en zijn vrouw de Jaarprijs voor Bijzondere Verdiensten van Het Stripschap.[2][3]

- In 2018 ontving Matla een koninklijke onderscheiding. Deze werd hem door Rabin Baldewsingh, wethouder van Den Haag, uitgereikt op het uitgeversadres. Hij werd Ridder in de Orde van Oranje-Nassau.

- Op 5 juli 2020 werd afscheid genomen van Matla als stripfenomeen. Na het verdwijnen van zijn stripantiquariaat en de stripgalerie, stopte ook stripuitgeverij Panda. Matla ging zich bezighouden met vreemde talen.

## In populaire cultuur
- Matla had onder andere een cameo in de stripreeks Nero in het album De ring van Balderic (1984), waar hij de Antwerpse Grote Markt bezoekt. Verder nog in een mythe-verhaal van Dick Matena: Gauguin en Van Gogh (1990), een stripverhaal van Haagse Harry (1995) en een stripverhaal van Donald Duck.

- International Standard Name Identifier: 0000 0003 6918 0698
- Nederlandse Thesaurus van Auteursnamen: 070761523
- Virtual International Authority File: 286267558